# Odio (película)
Odio es una película española de drama estrenada en 1933, dirigida por Richard Harlan y rodada en la parroquia pontevedresa de Combarro (Poyo). En la película aparecieron muchos de los habitantes del pueblo como extras.
La película está basada en una novela inédita del escritor Wenceslao Fernández Flórez.

## Sinopsis
Octavio es víctima de una maldición ancestral.

## Reparto
- Fernando Fernández de Córdoba
- Manuel Arbó
- María Fernanda Ladrón de Guevara
- Pedro Larrañaga
- Jesús Navarro
- Manuel París
- Raquel Rodrigo
- Pedro Terol